# 1972-73 ABAシーズン
1972-73 ABAシーズン（英語: 1972–73 ABA season）は、アメリカン・バスケットボール・アソシエーション (ABA) の6シーズン目である。
1971-72シーズン - 1972-73シーズン - 1973-74シーズン

## 概要
シーズン開始前にピッツバーグ・コンドルズとフロリディアンズが解散し、リーグは9チーム構成となった。しかし、ABAは（最初で最後の）拡張フランチャイズをDr.レナード・ブルーム（USキャピタル・コーポレーションの社長兼CEO）に100万ドルを与え、カリフォルニア州サンディエゴで試合をホームゲームを行うことを制定し、サンディエゴ・コンキスタドアーズと名付けた（ただし、確執からサンディエゴ・スポーツアリーナでは試合を行わず、ピーターソン体育館で行った）。その後、メンフィス・タムズ (旧メンフィス・プロス) がイースタン・ディビジョンに移籍することになった。ABAファイナルでは、またしてもレギュラーシーズン最高成績のチームが優勝できず、プレーオフMVPのジョージ・マクギニス率いるインディアナ・ペイサーズ (シーズン4位) が、ケンタッキー・カーネルズをそりーず4勝3敗で破り、2連覇を達成した。
今シーズンから新しく、ABAオールディフェンシブチームと最優秀役員賞 (エグゼクティブ・オブ・ザ・イヤー) が設けられた。ABA最優秀選手賞にはリーグ最高成績を収めたカロライナ・クーガーズ所属のビリー・カニンガムが選ばれている。

## 順位

### イースタン・ディビジョン
| チーム                     | 勝 | 敗 | 勝率 | 差 |
| -------------------------- | -- | -- | ---- | -- |
| カロライナ・クーガーズ     | 57 | 27 | .679 | -  |
| ケンタッキー・カーネルズ   | 56 | 28 | .667 | 1  |
| バージニア・スクワイアーズ | 42 | 42 | .500 | 15 |
| ニューヨーク・ネッツ       | 30 | 54 | .357 | 27 |
| メンフィス・タムズ         | 24 | 60 | .286 | 33 |

### ウェスタン・ディビジョン
| チーム                           | 勝 | 敗 | 勝率 | 差 |
| -------------------------------- | -- | -- | ---- | -- |
| ユタ・スターズ                   | 55 | 29 | .655 | -  |
| インディアナ・ペイサーズ         | 51 | 33 | .607 | 4  |
| デンバー・ロケッツ               | 47 | 37 | .560 | 8  |
| サンディエゴ・コンキスタドアーズ | 30 | 54 | .357 | 25 |
| ダラス・チャパラルズ             | 28 | 56 | .333 | 27 |

## 表彰
- ABA最優秀選手賞: ビリー・カニンガム, カロライナ・クーガーズ
- 新人王: ブライアン・テイラー, ニューヨーク・ネッツ
- 最優秀コーチ賞: ラリー・ブラウン, カロライナ・クーガーズ
- プレーオフMVP: ジョージ・マクギニス, インディアナ・ペイサーズ
- オールスターゲームMVP: ウォーレン・ジャバリ, デンバー・ロケッツ
- 最優秀役員賞: カール・シェア, カロライナ・クーガーズ
- オールABAファーストチーム
  - ビリー・カニンガム, カロライナ・クーガーズ
  - ジュリアス・アービング, バージニア・スクワイアーズ (ファーストチーム初選出, オールABAチームは計2回目)
  - アーティス・ギルモア, ケンタッキー・カーネルズ (2回目)
  - ジミー・ジョーンズ, ユタ・スターズ
  - ウォーレン・ジャバリ, デンバー・ロケッツ
- オールABAセカンドチーム
  - ジョージ・マクギニス, インディアナ・ペイサーズ
  - ダン・イッセル, ケンタッキー・カーネルズ (セカンドチーム選出は2回目, オールABAチームは計3回目)
  - メル・ダニエルズ, インディアナ・ペイサーズ (セカンドチーム初選出, オールABAチームは計5回目)
  - ラルフ・サンプソン, デンバー・ロケッツ (計2回目)
  - マック・カルヴィン, カロライナ・クーガーズ (セカンドチーム初選出, オールABAチームは計2回目)
- オールディフェンシブチーム (今シーズンから)
  - ジョー・コールドウェル, カロライナ・クーガーズ
  - マイク・ゲイル, ケンタッキー・カーネルズ
  - ジュリアス・ケイ, デンバー・ロケッツ
  - ローランド・テイラー, バージニア・スクワイアーズ
  - ウィリー・ワイズ, ユタ・スターズ
- オールルーキーチーム
  - ジム・チョーンズ, ニューヨーク・ネッツ
  - ジョージ・ガービン, バージニア・スクワイアーズ
  - ジェームズ・サイラス, ダラス・チャパラルズ
  - ブライアン・テイラー, ニューヨーク・ネッツ
  - デニス・ヴィーチク, カロライナ・クーガーズ